# Felsina
Felsina là một chi nhện trong họ Thomisidae.